# Pápocs
Koordináták: é. sz. 48,4680°, k. h. 20,0647°48.468000°N 20.064700°E
Pápocs (szlovákul Papča) településrész Szlovákiában, a Besztercebányai kerület Rimaszombati járásában. Ma Derencsény településrésze, 1964-ig önálló község volt.

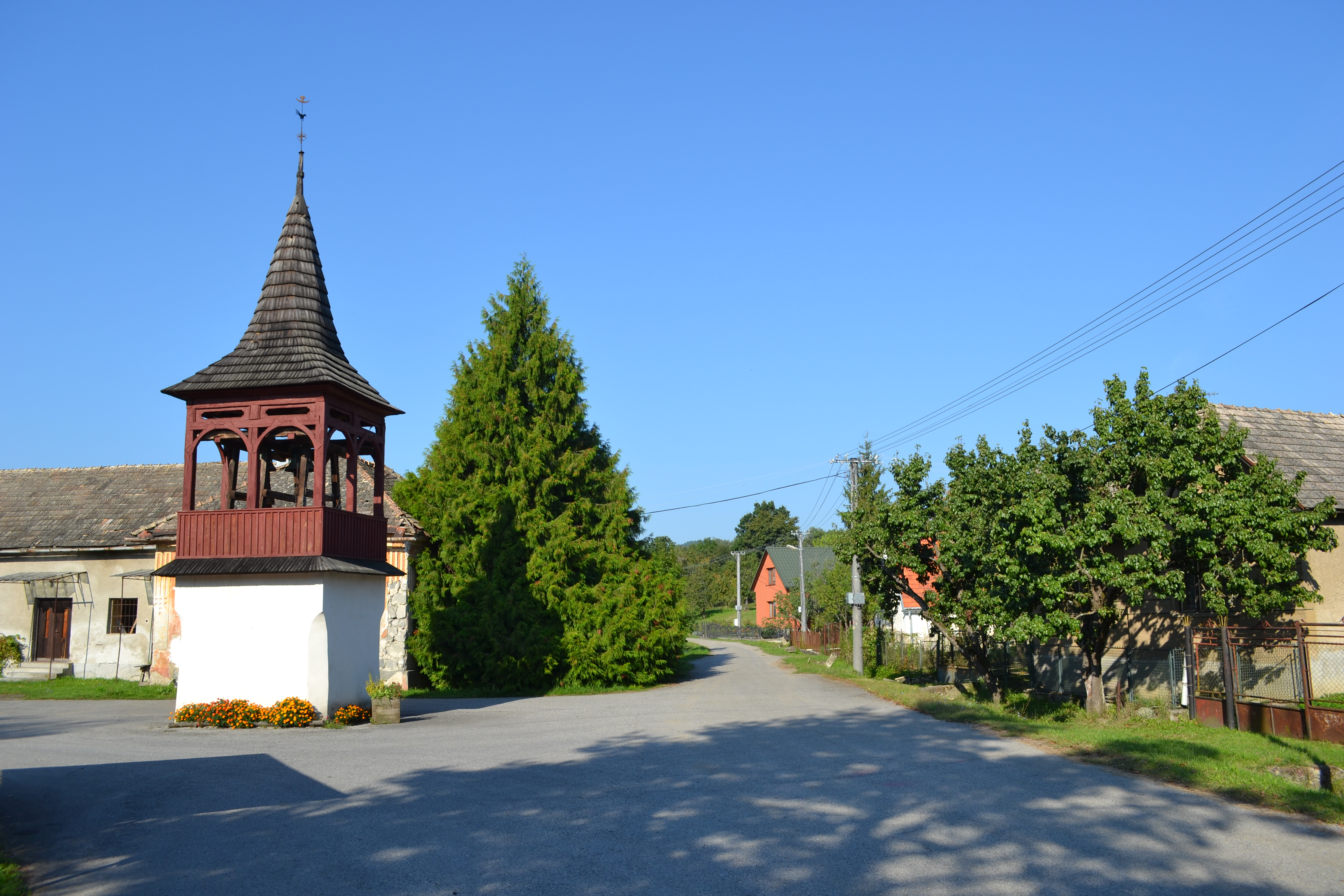
Látkép a haranglábbal

## Fekvése
Rimaszombattól 14 km-re északkeletre, az azonos nevű patak völgyében, 230 m magasan fekszik. Egyike a Derencsényt alkotó két kataszteri területnek, területe 2,5435 km².

## Története
Az 1332 és 1337 között készült pápai tizedjegyzékben „Popoch" néven említik először, de valószínűleg ennél sokkal régebbi. Egykor Felső- és Alsópápocsból állt. 1413-ban derencsényi nemesek szerezték meg, akik a 16. században a falu neve után a Papócsi nevet vették fel. 1427-ben „Papoch" alakban szerepel az adóösszeírásban. 1560 körül elpusztította a török. Ezután több nemesi család birtoka. A 17. század elején újra benépesült. 1828-ban 32 házában 239 lakos élt. Lakói mezőgazdasággal és kézművességgel (fazekasok, tímárok, faárukészítők voltak) foglalkoztak.
Vályi András szerint: „PAPOCS. Tót falu Gömör Vármegyében, földes Ura Szent Miklósy, és több Uraságok, lakosai külömbfélék, fekszik Dobrócznak szomszédságában, mellynek filiája, földgye termékeny, és könnyen is trágyáztatik, legelője az ugarokon, piatzozása közel, erdeje van, melly makkot is terem, keresettye hordó, és tserép edényeknek készítésekkel, második osztálybéli.”
Fényes Elek szerint: „Papócs, tót falu, Gömör vmegyében, ut. p. Rimaszombathoz 1 1/2 mfdnyire: 7 kath., 232 evang. lak. Határa kicsiny de termékeny; rétje, erdeje van. F. u. többen.”
Gömör-Kishont vármegye monográfiája szerint: „Pápócs, balogvölgyi tót kisközség, 27 házzal és 113 ág. h. ev. lakossal. E községet mai nevén már 1423-ban említik, a mikor Balogvár tartozéka volt. Későbbi birtokosai a Szentmiklóssy és a Józsa család; a mult század első felében Józsa Gyuri volt a földesura. A községben nincs templom. Ide tartozik Balogi puszta. Postája Felsőbalog, távírója és vasúti állomása Rimaszombat."
A trianoni békeszerződésig Gömör-Kishont vármegye Rimaszombati járásához tartozott.
Földműves-szövetkezetét 1956-ban alapították. 1964-ben Derencsényhez csatolták.

## Népessége
1869-ben még 176 lakosa volt.
1910-ben 88, túlnyomórészt szlovák lakosa volt.
1921-ben az 1,92 km²-es területű községnek (Pápča) 82 lakosa volt, ebből 80 szlovák nemzetiségű, 78 evangélikus vallású.

## Nevezetességei
- A falu haranglába késő gótikus-reneszánsz stílusú, a 16.-17. század fordulóján készült; 1932-ben restaurálták.

## Külső hivatkozások
- Pápocs honlapja
- Derencsény hivatalos oldala